# 维尔戈兰迪亚
维尔戈兰迪亚是巴西米纳斯吉拉斯州的一个市镇。总面积281.541平方公里，总人口5724人，人口密度20.3人/平方公里。